# Godło Mjanmy
Godło Mjanmy w obecnej formie obowiązuje od 2008 roku. 
Centralnym obiektem jest złota mapa tego kraju. Mapę otaczają kłosy zboża, symbolizujące rolnictwo. 
Po obu stronach tego wizerunku umieszczono dwa lwy, uosabiające siłę i odwagę. 
Złota wstęga u dołu zawiera nazwę państwa.

## Historyczne godła Birmy/Mjanmy

Godło Brytyjskiej Birmy (1939–1947)
Godło państwa Birma (1947–1948)
Godło Republiki Związku Birmy (1948–1974)
Godło Socjalistycznej Republiki Związku Birmy (1974–1988)
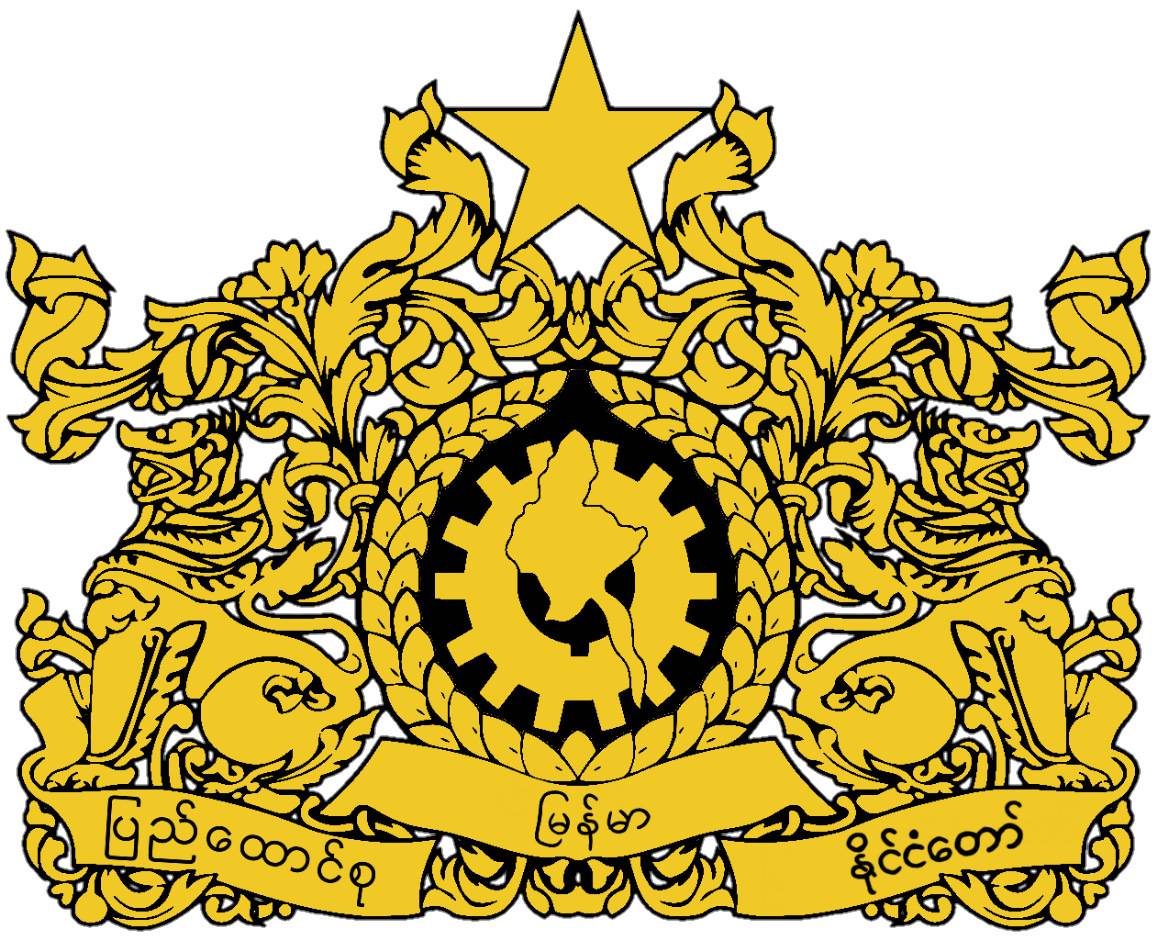
Godło Republiki Związku Birmy / Republiki Związku Mjanmy (1988–2008)